# ズートピア2
『ズートピア2』（原題: Zootopia 2）は、2025年のアメリカ合衆国のアニメーション映画。ウォルト・ディズニー・アニメーション・スタジオ製作。『ズートピア』シリーズの第2作であり、ジャレド・ブッシュとバイロン・ハワードが監督を務める。脚本はブッシュが執筆し、イヴェット・メリノがプロデュースを担当する。前作からジュディ・ホップス役のジニファー・グッドウィンとニック・ワイルド役のジェイソン・ベイトマンが続投するほか、キー・ホイ・クァンとフォーチュン・フィームスターが新たに参加する。
『ズートピア2』は、2025年11月26日にアメリカで公開予定。日本では同年12月5日の公開が予定されている。

## ストーリー
警察官となったニック・ワイルドとジュディ・ホップスは再びバディを組み、指名手配犯のヘビであるゲイリーを追跡するため潜入捜査に挑む。捜査の中で、ズートピアにおける爬虫類たちの「暗い過去」に関する巨大な謎が明らかになっていく。

## キャスト
※括弧内は日本語吹替
ジュディ・ホップス
声 - ジニファー・グッドウィン（上戸彩）
バニーバロウ出身の楽観的な若いウサギで、ズートピア警察署初のウサギの警察官。
ニック・ワイルド
声 - ジェイソン・ベイトマン（森川智之）
狡猾なアカギツネで、元は詐欺師だったが後にズートピア警察署の警察官となる。
ゲイリー・デ・スネーク
声 - キー・ホイ・クァン
ニックとジュディに追われるヘビ。
ニブルス
声 - フォーチュン・フィームスター
マーシュマーケットに住むビーバーで、ニックとジュディに出会う。
ガゼル
声 - シャキーラ
ポップミュージック界のスーパースターであるガゼル。
セラピスト
声 - キンタ・ブランソン

## 制作
2016年6月、監督のバイロン・ハワードとリッチ・ムーアは、『ズートピア』の続編の可能性について議論していた。2023年2月8日、ディズニーの第1四半期の収益報告の際に、CEOのボブ・アイガーが続編の制作が進行中であることを確認した。同日、脚本家のジャレド・ブッシュは自身がこの映画の制作に関わっていることを明かした。ジュディ・ホップスの声を担当するジニファー・グッドウィンは、『CinemaBlend』のインタビューで、続編ではジュディとニックの役割が逆転する展開を希望すると語った。また、「今度はニックがジュディに、世界が戦う価値があると納得させる役割を担うのを見たいですね」と述べた。また、ニック・ワイルドの声を担当するジェイソン・ベイトマンも、同インタビューで続編のアイデアについて語り、「僕たち二人（ニックとジュディ）が街の悪党を退治して、ストリートを掃除していくんだ。新米警官としてね。だから悪党たちは覚悟しておけ」とコメントした。
2024年2月7日、アイガーは映画の公開日を発表し、正式タイトルが『ズートピア2』であることを明かした。4月15日、グッドウィンは自身のInstagramで、ジュディ役の台詞収録を開始したことを報告し、映画が制作段階に入ったことを明らかにした。8月9日に開催されたD23 Expoでは、続編に爬虫類が登場することが発表され、キー・ホイ・クァンがニックとジュディに追われるヘビ、ゲイリー役を務めることが明らかにされた。さらに、マーシュマーケットでニックとジュディがゲイリーを捜索するシーンの映像が公開された。翌日、ブッシュは自身のX（旧Twitter）アカウントで、フォーチュン・フィームスターがビーバーのニブルス役でキャストに加わったことを発表した。同月、ブッシュが続編の脚本と監督を単独で担当することが明らかになり、イヴェット・メリノがプロデューサーを務めることも確認された。9月19日、ブッシュはジェニファー・リーの辞任を受け、ウォルト・ディズニー・アニメーション・スタジオの新たな最高クリエイティブ責任者に就任した。翌日、ブッシュは『ズートピア』のオリジナル監督であるバイロン・ハワードが『ズートピア2』の共同監督として復帰することを発表した。11月8日、ブラジルで開催されたD23において、シャキーラが続編で再びガゼル役を務めることを公に発表し、新曲を制作中であることや、ガゼルが新しい衣装を着用することを明らかにした。

## 公開
『ズートピア2』は、2025年11月26日にウォルト・ディズニー・ピクチャーズによってアメリカで公開される予定である。

### 日本
日本では2025年12月5日の公開が予定されている。日本での公開発表にあわせて、2025年の巳年を象徴する新キャラクターであるヘビの「ゲイリー」を初めてフィーチャーした日本オリジナルビジュアルが公開された。また、ニックとジュディの新しいユニフォーム姿も披露された。